# Навроцкий, Александр Валентинович
Навроцкий Александр Валентинович (род. 24 июня 1970 г., Волгоград) – ректор Волгоградского государственного технического университета, заведующий кафедрой «Технология высокомолекулярных и волокнистых материалов», доктор химических наук, профессор.

## Биография
В 1987 г. окончил школу № 10 г. Волгограда.
По окончании школы поступил в Волгоградский политехнический институт (ВПИ). В 1988-1989 годах проходил действительную военную службу в рядах Советской Армии.  После военной службы продолжил обучение в институте.
В 1993 г. окончил Волгоградский государственный технический университет и получил квалификацию инженера.
В 1993 г. поступил в аспирантуру, где занялся научными исследованиями под руководством доктора химических наук, профессора (впоследствии академика РАН) И.А. Новакова.
В 1997 году защитил кандидатскую диссертацию. Также с 1997 года работал на кафедре  «Физическая и аналитическая химия» старшим преподавателем, затем доцентом.
В 2004 году защитил докторскую диссертацию.
В 2005 году был избран по конкурсу заведующим кафедрой. В 2006 году проходил трехмесячную научную стажировку в лаборатории полимеров университета Васеда (г. Токио, Япония).
С 2007 г. по 2014 г. – проректор по учебной работе Волгоградского государственного технического университета.
В 2008 году присвоено ученое звание профессора.
С 2014 по 2019 г. - первый проректор Волгоградского государственного технического университета.
С февраля 2019 г. является ректором Волгоградского государственного технического университета.
В 2025 году — избран членом-корреспондентом РАН по Отделению химии и наук о материалах.

## Санкции
6 марта 2022 года после вторжения России на Украину подписал письмо в поддержу российской агрессии. С 9 июня 2022 года находится под персональными санкциями Украины за поддержку войны. Также был внесён ФБК в список коррупционеров и разжигателей войны за поддержку нападения на Украину, 16 марта 2022 года форумом свободной России внесена в санкционный «Список Путина» и доклад «поджигателей войны» с предложением введения против неё международных санкций.

## Научная деятельность
Навроцким А.В. развивается одно из приоритетных направлений химии высокомолекулярных соединений, связанное с использованием полимеров для управления лиофильными свойствами поверхностей, а также для эффективного регулирования устойчивости дисперсных систем. Эти исследования связаны с управляемым синтезом полимерных цепей, химически связанных с поверхностью металлов или их оксидов, а также с управляемым синтезом сверхвысокомолекулярных водорастворимых полимеров и комплексов.
В работах Навроцкого А.В. впервые системно изучены особенности синтеза привитых полимеров на основе метакриловых мономеров, содержащих как гидрофобные, так гидрофильные и другие функциональные группы, на поверхности алюминия, оксидов металлов, хитозана и целлюлозосодержащих материалов. Разработаны способы управления лиофильными свойствами модифицированных поверхностей в широком диапазоне за счет варьирования химического строения привитых полимерных цепей и морфологии поверхностного слоя, а также методы управления биоразлагаемостью хитозановых материалов. Получены супергидрофильные и супергидрофобные покрытия, способные сохранять свои свойства при длительных контактах с водными средами и органическими растворителями. Разработаны методы управления избирательной сорбцией и биоразлагаемостью хитозановых материалов за счет поверхностной модификации. Предложены подходы для синтеза полимеров и привитых полимерных покрытий, которые могут рассматриваться как перспективные объекты для получения полимерных химических источников тока.
Показана высокая эффективность использования таких полимеров в качестве флокулянтов для очистки сточных вод и обезвоживания осадков биологических очистных сооружений.
Навроцкий А.В. осуществляет научное сотрудничество с кафедрами высокомолекулярных соединений МГУ им. М.В. Ломоносова и Нижегородского государственного университета, Институтом высокомолекулярных соединений РАН, университетом Васэда (г. Токио, Япония), Институтом исследования полимеров (г. Дрезден, Германия). Под руководством Навроцкого А.В. защищены 6 кандидатских и одна докторская диссертация, он является заместителем председателя диссертационного совета при Волгоградском государственном техническом университете, в 2014-2018 г.г. являлся членом экспертного совета ВАК по органической химии.

## Научные труды и изобретения
Является автором более 300 научных работ, из них 75 статей, индексируемых БД Scopus, имеет 32 патента . Среди работ:
- Твердые полимерные электролиты на основе реакционноспособных сополимеров глицидилметакрилата и 2-гидроксиэтилметакрилата // Высокомолекулярные соединения. Серия А. - 2023. - Т. 65, № 2. - С. 95-103. - DOI: https://doi.org/10.31857/S2308112023700426.
- The flocculation of kaolin aqueous dispersion by two cationic polyelectrolytes // Colloids and Surfaces A: Physicochemical and Engineering Aspects. - 2017. - Vol. 515. - P. 12-21.
- Свойства полиэлектролитов, полученных полимеризацией ионогенных мономеров в мицеллярных растворах додецилсульфата натрия // Известия Академии наук. Серия химическая. - 2015. - № 3. - С. 597-604.
- Особенности полимеризации 1,2-диметил-5-винилпиридинийметилсульфата в присутствии а-аминокислот // Высокомолекулярные соединения. Серия А и Серия Б. - 2003. - Т. 45, № 8. - С. 1355-1358.
- Формирование флокул и осадков в присутствии катионных полиэлектролитов // Коллоидный журнал. - 2003. - Т. 65, № 3. - С. 368-373.
- Особенности полимеризации 1,2-диметил-5-винилпиридинийметилсульфата, инициированной трет-бутилпероксипропанолом // Высокомолекулярные соединения. Сер. А. - 1999. - Т. 41, № 4. - С. 589-594.

## Общественная деятельность
Входит в состав и принимает непосредственное участие в работе таких общественных организаций, как Общественная палата г. Волгограда, Совет при Губернаторе Волгоградской области по науке, инновациям и высшему образованию, Совет при Губернаторе Волгоградской области по развитию промышленности и топливно-энергетического комплекса, Совет по улучшению инвестиционного климата Волгоградской области при Губернаторе Волгоградской области, Генеральный совет стратегического развития г. Волгограда, Совет директоров г. Волгограда.

## Награды и достижения
Является лауреатом премий Волгограда в области науки и техники, почетных грамот Министерства образования и науки РФ, администрации Волгоградской области и др.